# Micromyrtus navicularis
Micromyrtus navicularis är en myrtenväxtart som beskrevs av Barbara Lynette Rye. Micromyrtus navicularis ingår i släktet Micromyrtus och familjen myrtenväxter. Inga underarter finns listade i Catalogue of Life.